# Kirikodli, Somvarpet
Kirikodli là một làng thuộc tehsil Somvarpet, huyện Kodagu, bang Karnataka, Ấn Độ.